# ウード・フォン・ヴォイルシュ

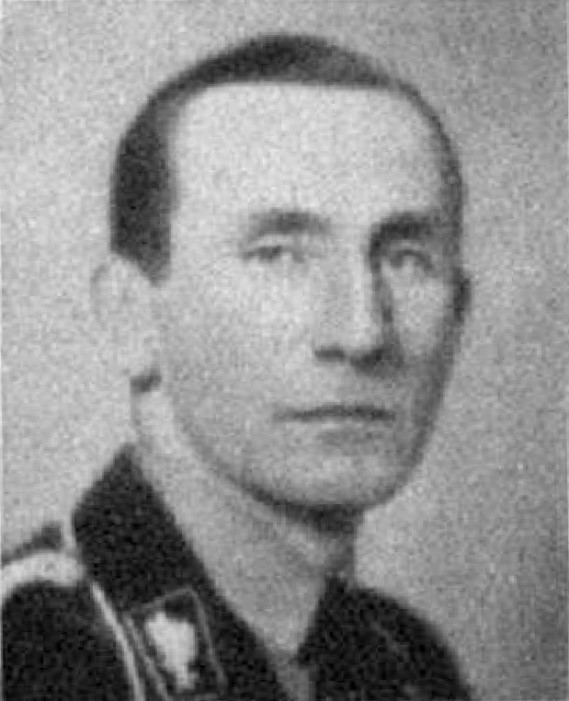
ウード・フォン・ヴォイルシュ

ウード・グスタフ・ヴィルヘルム・エゴン・フォン・ヴォイルシュ（Udo Gustav Wilhelm Egon von Woyrsch、1895年7月24日 - 1984年1月14日）は、ナチス・ドイツの親衛隊（SS）の将軍。最終階級は親衛隊大将（Obergruppenführer）及び警察大将（General der Polizei）。

## 略歴
ドイツ帝国プロイセン王国領だったシュヴァノヴィッツ（現在のポーランド領ズヴァノヴィツェ）の出身。私立学校を出た後、ベルリンのリヒターフェルデ士官学校へ入学。第一次世界大戦には少尉として従軍。兵站部隊や機関銃部隊、騎兵部隊などを指揮した。敗戦までに中尉に昇進し、一級鉄十字章及び二級鉄十字章を叙勲している。
ドイツ敗戦後にはシレジアの国境部隊に配属されていたが、1920年10月に除隊した。1923年に父が死に一族の土地を継承してその管理にあたった。1929年10月1日にナチ党に入党。1930年6月10日親衛隊（SS）に参加。1934年の長いナイフの夜の際にはライバルだった親衛隊員エミール・ゼンバッハ（de:Emil Sembach）を殺害させた。1935年1月1日から親衛隊大将（Obergruppenführer）に昇進した。1935年1月から1940年4月にかけてハインリヒ・ヒムラーの個人幕僚の立場であった。
ポーランド侵攻後の1939年9月から10月にかけてポーランド領になっていた西プロイセンで、アインザッツグルッペンの指揮官として、自らの名を冠した部隊「フォン・ヴォイルシュ」の指揮を執り、ユダヤ系住民や反独ポーランド人の銃殺活動をおこなった。1940年4月から1944年2月まで「エルベ」親衛隊及び警察高級指導者を務めた。この後、敗戦まで再びヒムラーの個人幕僚に戻る。1945年イギリス軍の捕虜となった。1948年に懲役20年の刑を受けたが、1952年には釈放された。1957年に長いナイフの夜の件で再度裁判にかけられたが、1960年には釈放された。